# Trifena
Trifena (ca. 141 a.C. — 111 a.C.) foi uma filha de Ptolemeu VIII Evérgeta II, irmã de Cleópatra IV e esposa de Antíoco VIII Gripo, ela ordenou o assassinato de sua irmã Cleópatra IV e foi morta pelo marido desta, Antíoco IX de Cízico, meio irmão de Antíoco Gripo.
Antíoco VIII Gripo era filho de Demétrio II e Cleópatra Teia, e após Alexandre Zabinas haver derrotado Demétrio e se tornado rei da Síria, Antíoco foi indicado por sua mãe para tornar-se rei da Síria; antes ela havia assassinado seu irmão mais velho Seleuco V Filómetor. Alexandre Zabinas, que havia se tornado rei com apoio de Ptolemeu VIII Evérgeta II, passou a desrespeitar Ptolemeu e este, casando sua filha Trifena com Antíoco VIII Gripo, ajudou Gripo a conquistar o trono da Síria.
Cleópatra Teia tentou matar Antíoco VIII dando uma bebida envenenada, mas Antíoco forçou-a a beber e morrer do próprio veneno.
Após a morte de Ptolemeu VIII Evérgeta II, Cleópatra IV, filha de Ptolemeu VIII e Cleópatra III, foi forçada, pela mãe, a se separar de seu irmão Ptolemeu IX Sóter e casar-se com Antíoco IX de Cízico. Antíoco IX de Cízico era meio-irmão de Antíoco Gripo, sendo filho de sua mãe  Cleópatra Teia. Com o casamento de Cízico com Cleópatra, o exército de Gripo desertou, e Cízico tentou tomar o poder, mas foi derrotado, e seu exército se retirou para Antioquia, onde foi sitiado.
Cleópatra IV, esposa de Cízico, estava em Antioquia, e quando a cidade foi capturada, Trifena, esposa de Gripo, por raiva da irmã, fez com que os soldados cortassem as mãos de Cleópatra, que estava segurando na estátua da deusa como suplicante, e a arrastassem; ela morreu logo em seguida, gritando ofensas contra seus assassinos.
Após uma outra batalha, Antíoco IX de Cízico capturou Trifena, e a matou.